# 's Landshuis

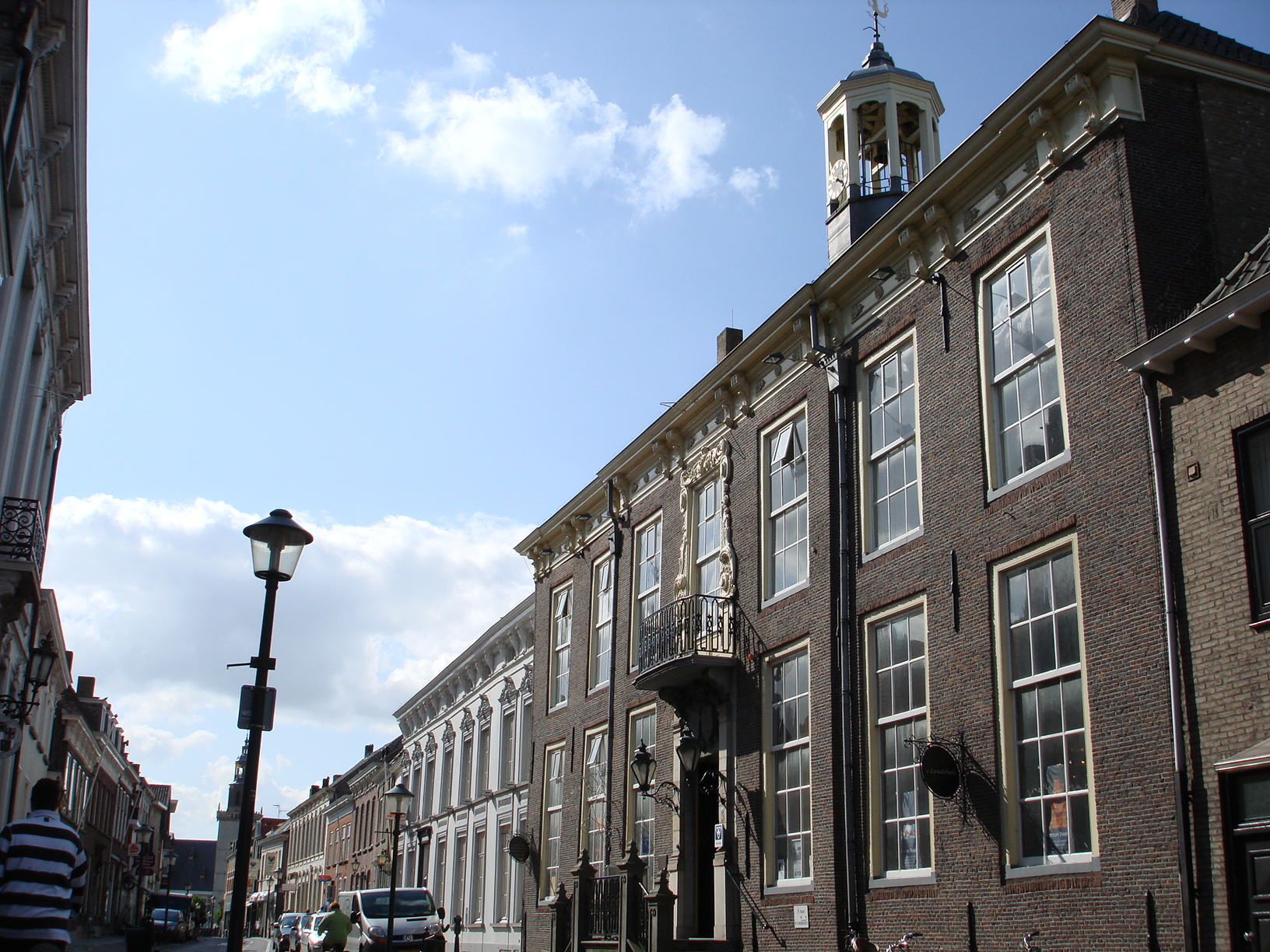

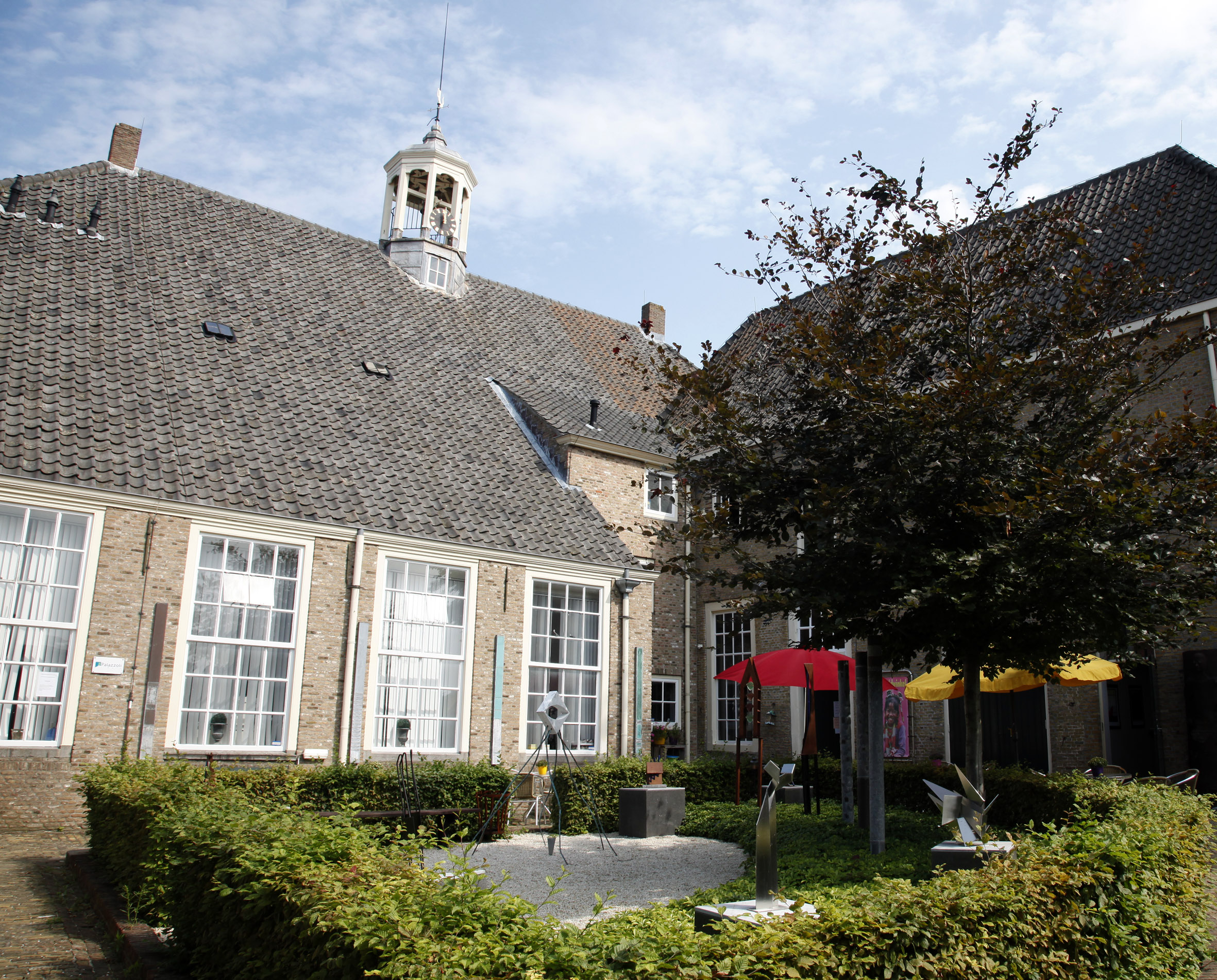

Het 's-Landshuis of Landshuis is een monumentaal pand aan de Steenstraat in Hulst. Het pand is een rijksmonument.
Het is gebouwd rond 1665 en kende vele bewoners: het was de zetel voor het bestuur van Hulsterambacht, het platteland gelegen rond de stad Hulst. In de achttiende eeuw kreeg het pand zijn huidige gevel en torentje. Rond 1800 werd Hulsterambacht opgeheven en de wapenschilden boven de monumentale ingangspartij weggekapt. Het pand werd zetel en woning van achtereenvolgens de Vrederechter en de Kantonrechter. Ook de marechaussee, die verantwoordelijk was voor het handhaven van de orde in het land van Hulst, woonde hier. Het pand was destijds ook Huis van Bewaring. De gevangenissen op de eerste verdieping en in de aanbouw getuigen daar nog van.
Het 's Landshuis is sinds 2004 het cultuur-toeristisch huis van Hulst. In dit pand is het VVV-kantoor gevestigd. Er is expositieruimte, hier worden vele exposities getoond. Eveneens is er een maquette met film en een stads (beelden) tuin. Op de 1e etage wordt 's Landsrecht getoond, dit is een expositie van gerechtswerktuigen. 